# Gnomoniella vagans
Gnomoniella vagans är en svampart som tillhör divisionen sporsäcksvampar, och som beskrevs av Johanson. Gnomoniella vagans ingår i släktet Gnomoniella, och familjen Gnomoniaceae. Arten är reproducerande i Sverige.